# François Verly

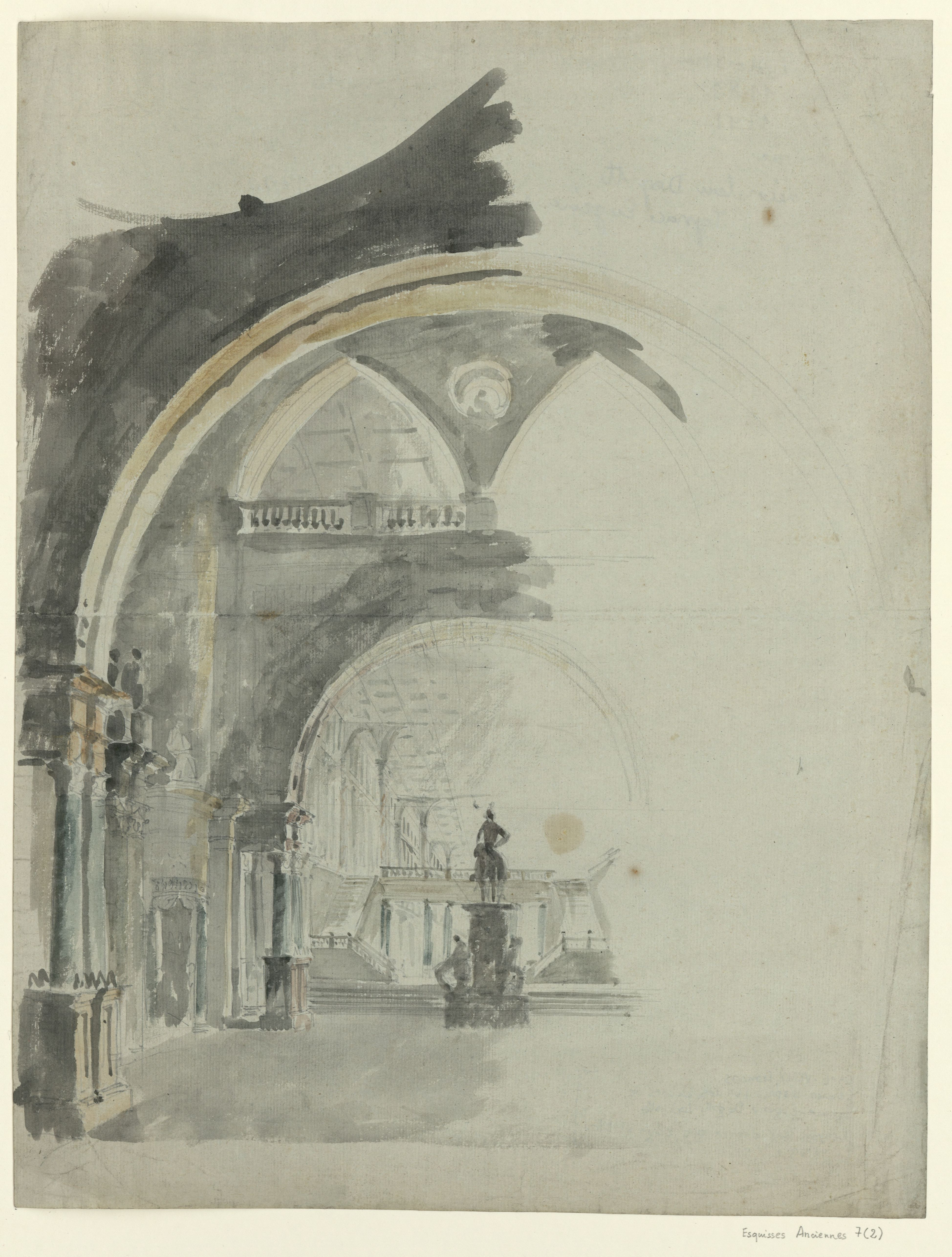

François Louis Joseph Verly, né le 9 mars 1760 à Lille et décédé le 24 aout 1822 à Saint-Saulve, est un architecte néoclassique, dessinateur, aquarelliste et graveur français.

## Biographie
Formé à l'école d'architecture de Lille puis à l'Académie royale d'architecture de Paris, François Verly remporte le 2e grand prix d'architecture en 1784. Il revient exercer dans le Nord en 1786. 
Franc-maçon, Verly met son art successivement au service du roi puis de la Révolution. Il organise notamment les réjouissances à Paris pour la naissance du second fils de Louis XVI, en 1785, puis celles pour la fête de la Fédération, en 1790, sur le Champ-de-Mars à Lille.
Nommé architecte du gouvernement à Lille pendant la Révolution, il propose un vaste projet de reconstruction de la ville en 1794, après les bombardements autrichiens de 1792. Bien qu'accepté par la municipalité, le projet ne sera jamais réalisé. 
Verly est nommé architecte d'Anvers par Napoléon en 1801. Jusqu'en 1814, il est chargé de remodeler la vieille cité d'Anvers, d'implanter les nouveaux bâtiments nécessaires au développement économique et culturel, d'agrandir les bassins du port. À la même époque, il contribue également à l'achèvement de la cathédrale d'Arras et présente les plans d'un hôtel de ville à Saint-Omer. 
De 1814 à 1822, il est au service du prince Guillaume d'Orange à Bruxelles au titre d'architecte du Gouvernement. Il y réalise notamment les plans du premier palais de justice. À cette époque, Verly devient vénérable de la loge l'Espérance à Bruxelles.

## Œuvre
Le projet de reconstruction de Lille proposé par Verly comprenait notamment un prytanée flanqué d’un beffroi, un théâtre du Peuple et des thermes publics, une place de la Reconnaissance ornée d’un Mémorial National destinés à structurer la ville en définissant des rôles nouveaux entre monuments et espaces publics. 
- Cathédrale d'Arras, achèvement en 1806 de l'édifice.
- Groenplaats d'Anvers
- Aménagement du Jardin botanique de Meise
- Ancien palais de justice de Bruxelles